# Elisabetta Sancassani
Elisabetta Sancassani, italijanska veslačica, * 6. februar 1983, Lecco.